# Bartosz Bosacki
Bartosz Bosacki, född 20 december 1975, är en polsk före detta fotbollsspelare.
Han gjorde Polens två enda mål under VM i Tyskland 2006 i matchen mot Costa Rica.
Han spelade tidigare i Lech Poznań, Amica Wronki och 1. FC Nürnberg.

## Meriter
- VM i fotboll 2006

## Fotnoter
1. ↑  transfermarkt.com, transfermarkt.com spelar-ID: 18527, läst: 9 oktober 2017.[källa från Wikidata]
2. ↑  Base de Datos del Futbol Argentino, BDFA spelar-ID: 47947.[källa från Wikidata]
3. 1 2  90minut.pl, 90minut.pl spelar-ID: 170, läst: 23 september 2022.[källa från Wikidata]